# البياحي (المخادر)

تعديل مصدري - تعديل

البياحي هي إحدى قرى عزلة بني سرحة بمديرية المخادر التابعة لمحافظة إب، بلغ تعداد سكانها 629 نسمة حسب تعداد اليمن لعام 2004.